# Weltmeisterschaften im Gewichtheben 2017

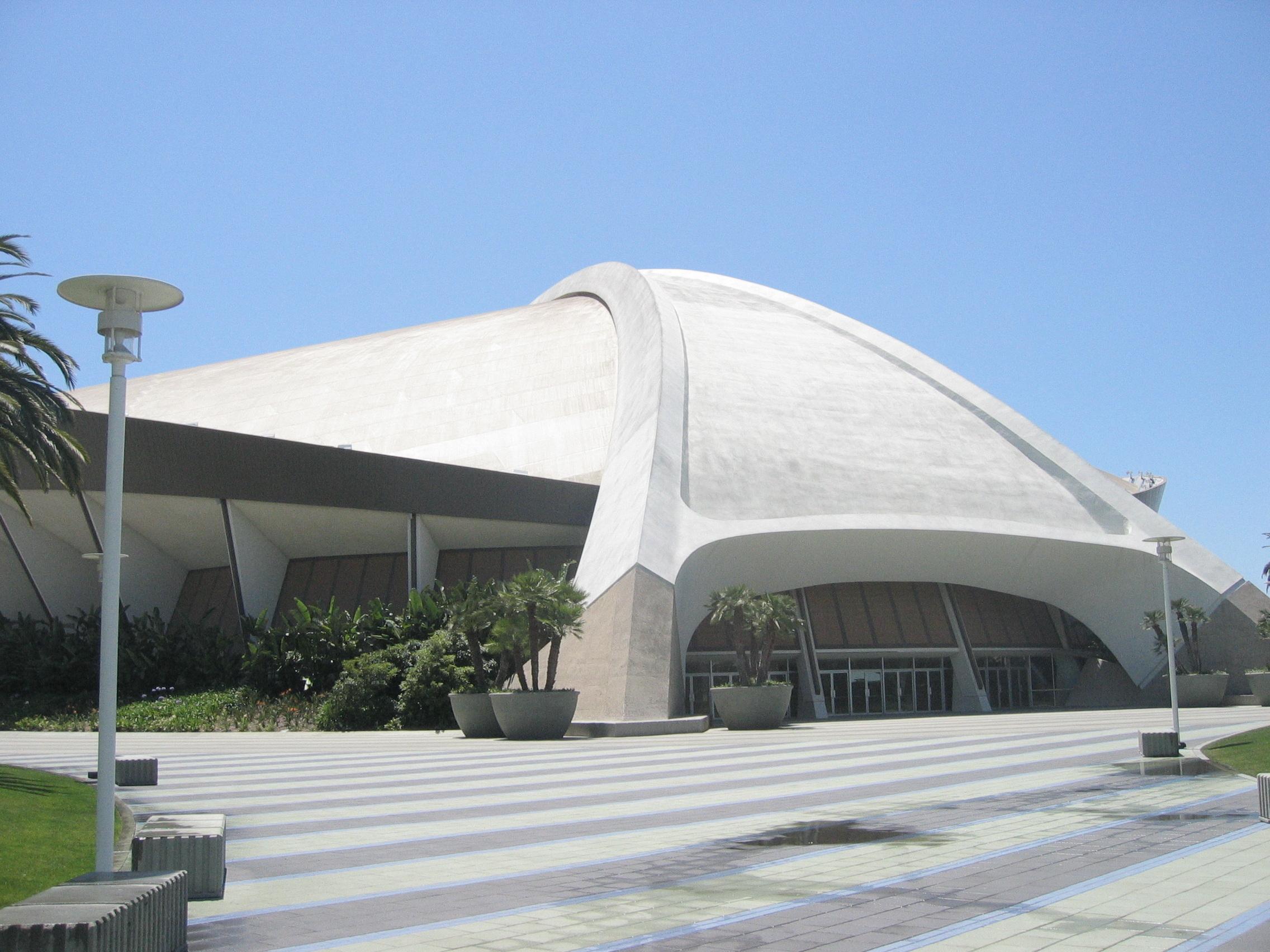
Anaheim Convention Center

Die Weltmeisterschaften im Gewichtheben 2017 fanden vom 28. November bis zum 5. Dezember in Anaheim in den USA statt. Austragungsstätte war das Anaheim Convention Center. Es waren die 83. Weltmeisterschaften der Männer und die 26. der Frauen.
Wegen Dopings waren neun Länder nicht teilnahmeberechtigt: Armenien, Aserbaidschan, Belarus, China, Moldawien, Kasachstan, Russland, die Türkei und die Ukraine. Diese Länder hatten 2015 in Houston noch 28 Medaillen gewonnen.

## Medaillengewinner

### Männer

#### Klasse bis 56 kg
| Disziplin | Gold           | Gold   | Silber            | Silber | Bronze            | Bronze |
| --------- | -------------- | ------ | ----------------- | ------ | ----------------- | ------ |
| Zweikampf | Thạch Kim Tuấn | 279 kg | Trần Lê Quốc Toàn | 270 kg | Witoon Mingmoon   | 267 kg |
| Reißen    | Thạch Kim Tuấn | 126 kg | Trần Lê Quốc Toàn | 119 kg | Josué Brachi      | 118 kg |
| Stoßen    | Thạch Kim Tuấn | 153 kg | Witoon Mingmoon   | 152 kg | Trần Lê Quốc Toàn | 151 kg |

#### Klasse bis 62 kg
| Disziplin | Gold               | Gold   | Silber         | Silber | Bronze              | Bronze |
| --------- | ------------------ | ------ | -------------- | ------ | ------------------- | ------ |
| Zweikampf | Francisco Mosquera | 300 kg | Yuichi Itokazu | 299 kg | Schota Mischwelidse | 298 kg |
| Reißen    | Trịnh Văn Vinh     | 136 kg | Han Myeong-mok | 135 kg | Adhamjon Ergashev   | 135 kg |
| Stoßen    | Francisco Mosquera | 170 kg | José Montes    | 167 kg | Antonio Vázquez     | 165 kg |

#### Klasse bis 69 kg
| Disziplin | Gold           | Gold   | Silber        | Silber | Bronze          | Bronze |
| --------- | -------------- | ------ | ------------- | ------ | --------------- | ------ |
| Zweikampf | Won Jeong-sik  | 326 kg | Tairat Bunsuk | 321 kg | Bernardin Matam | 318 kg |
| Reißen    | Won Jeong-sik  | 148 kg | Tairat Bunsuk | 147 kg | Mirko Zanni     | 144 kg |
| Stoßen    | Doston Yokubov | 179 kg | Won Jeong-sik | 178 kg | Bernardin Matam | 177 kg |

#### Klasse bis 77 kg
| Disziplin | Gold         | Gold   | Silber           | Silber | Bronze          | Bronze |
| --------- | ------------ | ------ | ---------------- | ------ | --------------- | ------ |
| Zweikampf | Mohamed Ihab | 361 kg | Rejepbaý Rejepow | 352 kg | Harrison Maurus | 348 kg |
| Reißen    | Mohamed Ihab | 165 kg | Rejepbaý Rejepow | 158 kg | Dumitru Captari | 156 kg |
| Stoßen    | Mohamed Ihab | 196 kg | Rejepbaý Rejepow | 194 kg | Harrison Maurus | 193 kg |

#### Klasse bis 85 kg
| Disziplin | Gold         | Gold   | Silber            | Silber | Bronze             | Bronze |
| --------- | ------------ | ------ | ----------------- | ------ | ------------------ | ------ |
| Zweikampf | Arley Méndez | 378 kg | Krzysztof Zwarycz | 359 kg | Antonino Pizzolato | 358 kg |
| Reißen    | Arley Méndez | 175 kg | Kianoush Rostami  | 174 kg | Antonino Pizzolato | 162 kg |
| Stoßen    | Arley Méndez | 203 kg | Krzysztof Zwarycz | 197 kg | Romain Imadouchène | 196 kg |

#### Klasse bis 94 kg
| Disziplin | Gold          | Gold   | Silber             | Silber | Bronze            | Bronze |
| --------- | ------------- | ------ | ------------------ | ------ | ----------------- | ------ |
| Zweikampf | Sohrab Moradi | 417 kg | Aurimas Didžbalis  | 388 kg | Ayoub Mousavi     | 385 kg |
| Reißen    | Sohrab Moradi | 184 kg | Farkhodbek Sobirov | 183 kg | Aurimas Didžbalis | 176 kg |
| Stoßen    | Sohrab Moradi | 233 kg | Faris Ibrahim      | 220 kg | Ayoub Mousavi     | 214 kg |

#### Klasse bis 105 kg
| Disziplin | Gold         | Gold   | Silber           | Silber | Bronze       | Bronze |
| --------- | ------------ | ------ | ---------------- | ------ | ------------ | ------ |
| Zweikampf | Ali Hashemi  | 404 kg | Artūrs Plēsnieks | 402 kg | Ivan Efremov | 399 kg |
| Reißen    | Ali Hashemi  | 183 kg | Ivan Efremov     | 182 kg | Jorge Arroyo | 181 kg |
| Stoßen    | Seo Hui-yeop | 222 kg | Artūrs Plēsnieks | 222 kg | Ali Hashemi  | 221 kg |

#### Klasse über 105 kg
| Disziplin | Gold              | Gold   | Silber                  | Silber | Bronze                  | Bronze |
| --------- | ----------------- | ------ | ----------------------- | ------ | ----------------------- | ------ |
| Zweikampf | Lascha Talachadse | 477 kg | Saeid Alihosseini       | 454 kg | Behdad Salimikordasiabi | 453 kg |
| Reißen    | Lascha Talachadse | 220 kg | Behdad Salimikordasiabi | 211 kg | Saeid Alihosseini       | 203 kg |
| Stoßen    | Lascha Talachadse | 257 kg | Mart Seim               | 253 kg | Saeid Alihosseini       | 247 kg |

### Frauen

#### Klasse bis 48 kg
| Disziplin | Gold                  | Gold   | Silber                | Silber | Bronze               | Bronze |
| --------- | --------------------- | ------ | --------------------- | ------ | -------------------- | ------ |
| Zweikampf | Saikhom Mirabai Chanu | 194 kg | Thunya Sukcharoen     | 193 kg | Ana Segura           | 182 kg |
| Reißen    | Thunya Sukcharoen     | 86 kg  | Saikhom Mirabai Chanu | 85 kg  | Ana Segura           | 81 kg  |
| Stoßen    | Saikhom Mirabai Chanu | 109 kg | Thunya Sukcharoen     | 107 kg | Chiraphan Nanthawong | 102 kg |

#### Klasse bis 53 kg
| Disziplin | Gold           | Gold   | Silber             | Silber | Bronze             | Bronze |
| --------- | -------------- | ------ | ------------------ | ------ | ------------------ | ------ |
| Zweikampf | Sopita Tanasan | 210 kg | Kristina Şermetowa | 204 kg | Hidilyn Diaz       | 199 kg |
| Reißen    | Sopita Tanasan | 96 kg  | Hsu Shu-ching      | 93 kg  | Kristina Şermetowa | 91 kg  |
| Stoßen    | Sopita Tanasan | 114 kg | Hidilyn Diaz       | 113 kg | Kristina Şermetowa | 113 kg |

#### Klasse bis 58 kg
| Disziplin | Gold             | Gold   | Silber           | Silber | Bronze            | Bronze |
| --------- | ---------------- | ------ | ---------------- | ------ | ----------------- | ------ |
| Zweikampf | Kuo Hsing-chun   | 240 kg | Sukanya Srisurat | 225 kg | Rebeka Koha       | 222 kg |
| Reißen    | Sukanya Srisurat | 105 kg | Kuo Hsing-chun   | 105 kg | Rebeka Koha       | 101 kg |
| Stoßen    | Kuo Hsing-chun   | 135 kg | Mikiko Andō      | 126 kg | Alexandra Escobar | 122 kg |

#### Klasse bis 63 kg
| Disziplin | Gold          | Gold   | Silber             | Silber | Bronze         | Bronze |
| --------- | ------------- | ------ | ------------------ | ------ | -------------- | ------ |
| Zweikampf | Loredana Toma | 237 kg | Lina Rivas         | 225 kg | Marcedes Pérez | 225 kg |
| Reißen    | Loredana Toma | 109 kg | Maude Charron      | 102 kg | Lina Rivas     | 101 kg |
| Stoßen    | Loredana Toma | 128 kg | Rattanawan Wamalun | 127 kg | Lina Rivas     | 124 kg |

#### Klasse bis 69 kg
| Disziplin | Gold         | Gold   | Silber           | Silber | Bronze        | Bronze |
| --------- | ------------ | ------ | ---------------- | ------ | ------------- | ------ |
| Zweikampf | Leydi Solís  | 239 kg | Romela Begaj     | 235 kg | Mattie Rogers | 235 kg |
| Reißen    | Romela Begaj | 107 kg | Miyareth Mendoza | 106 kg | Mattie Rogers | 104 kg |
| Stoßen    | Sara Ahmed   | 136 kg | Leydi Solís      | 135 kg | Mattie Rogers | 131 kg |

#### Klasse bis 75 kg
| Disziplin | Gold           | Gold   | Silber                | Silber | Bronze                          | Bronze |
| --------- | -------------- | ------ | --------------------- | ------ | ------------------------------- | ------ |
| Zweikampf | Lidia Valentín | 258 kg | Neisi Dajomes         | 240 kg | Gaëlle Nayo-Ketchanke           | 237 kg |
| Reißen    | Lidia Valentín | 118 kg | Neisi Dajomes         | 108 kg | Mönchdschantsangiin Anchtsetseg | 107 kg |
| Stoßen    | Lidia Valentín | 140 kg | Gaëlle Nayo-Ketchanke | 134 kg | Neisi Dajomes                   | 132 kg |

#### Klasse bis 90 kg
| Disziplin | Gold                  | Gold   | Silber                | Silber | Bronze           | Bronze |
| --------- | --------------------- | ------ | --------------------- | ------ | ---------------- | ------ |
| Zweikampf | Anastasiia Hotfrid    | 265 kg | María Fernanda Valdés | 255 kg | Crismery Santana | 254 kg |
| Reißen    | Anastasiia Hotfrid    | 120 kg | Crismery Santana      | 113 kg | Oliba Nieve      | 112 kg |
| Stoßen    | María Fernanda Valdés | 146 kg | Anastasiia Hotfrid    | 145 kg | Crismery Santana | 141 kg |

#### Klasse über 90 kg
| Disziplin | Gold         | Gold   | Silber         | Silber | Bronze              | Bronze |
| --------- | ------------ | ------ | -------------- | ------ | ------------------- | ------ |
| Zweikampf | Sarah Robles | 284 kg | Laurel Hubbard | 275 kg | Shaimaa Khalaf      | 268 kg |
| Reißen    | Sarah Robles | 126 kg | Laurel Hubbard | 124 kg | Tania Mascorro      | 119 kg |
| Stoßen    | Sarah Robles | 158 kg | Shaimaa Khalaf | 153 kg | Duangaksorn Chaidee | 152 kg |

## Medaillenspiegel
Nur Zweikampfmedaillen
| Rang  | Land                    | Gold | Silber | Bronze | Gesamt |
| ----- | ----------------------- | ---- | ------ | ------ | ------ |
| 1     | Kolumbien               | 2    | 1      | 2      | 5      |
| 1     | Iran                    | 2    | 1      | 2      | 5      |
| 3     | Georgien                | 2    | 0      | 1      | 3      |
| 4     | Thailand                | 1    | 3      | 1      | 5      |
| 5     | Chile                   | 1    | 1      | 0      | 2      |
| 5     | Vietnam                 | 1    | 1      | 0      | 2      |
| 7     | Vereinigte Staaten      | 1    | 0      | 2      | 3      |
| 8     | Ägypten                 | 1    | 0      | 1      | 2      |
| 9     | Chinesisch Taipeh       | 1    | 0      | 0      | 1      |
| 9     | Indien                  | 1    | 0      | 0      | 1      |
| 9     | Rumänien                | 1    | 0      | 0      | 1      |
| 9     | Südkorea                | 1    | 0      | 0      | 1      |
| 9     | Spanien                 | 1    | 0      | 0      | 1      |
| 14    | Turkmenistan            | 0    | 2      | 0      | 2      |
| 15    | Lettland                | 0    | 1      | 1      | 2      |
| 16    | Albanien                | 0    | 1      | 0      | 1      |
| 16    | Ecuador                 | 0    | 1      | 0      | 1      |
| 16    | Japan                   | 0    | 1      | 0      | 1      |
| 16    | Litauen                 | 0    | 1      | 0      | 1      |
| 16    | Neuseeland              | 0    | 1      | 0      | 1      |
| 16    | Polen                   | 0    | 1      | 0      | 1      |
| 22    | Frankreich              | 0    | 0      | 2      | 2      |
| 23    | Dominikanische Republik | 0    | 0      | 1      | 1      |
| 23    | Italien                 | 0    | 0      | 1      | 1      |
| 23    | Philippinen             | 0    | 0      | 1      | 1      |
| 23    | Usbekistan              | 0    | 0      | 1      | 1      |
| Total | Total                   | 16   | 16     | 16     | 48     |

Medaillen gesamt (Reißen + Stoßen)
| Rang  | Land                    | Gold | Silber | Bronze | Gesamt |
| ----- | ----------------------- | ---- | ------ | ------ | ------ |
| 1     | Thailand                | 5    | 7      | 3      | 15     |
| 2     | Iran                    | 5    | 3      | 6      | 14     |
| 3     | Georgien                | 5    | 1      | 1      | 7      |
| 4     | Vietnam                 | 4    | 2      | 1      | 7      |
| 5     | Ägypten                 | 4    | 1      | 1      | 6      |
| 6     | Chile                   | 4    | 1      | 0      | 5      |
| 7     | Kolumbien               | 3    | 3      | 5      | 11     |
| 8     | Südkorea                | 3    | 2      | 0      | 5      |
| 9     | Vereinigte Staaten      | 3    | 0      | 5      | 8      |
| 10    | Rumänien                | 3    | 0      | 1      | 4      |
| 10    | Spanien                 | 3    | 0      | 1      | 4      |
| 12    | Chinesisch Taipeh       | 2    | 2      | 0      | 4      |
| 13    | Indien                  | 2    | 1      | 0      | 3      |
| 14    | Usbekistan              | 1    | 2      | 2      | 5      |
| 15    | Albanien                | 1    | 1      | 0      | 2      |
| 16    | Turkmenistan            | 0    | 4      | 2      | 6      |
| 17    | Ecuador                 | 0    | 2      | 4      | 6      |
| 18    | Lettland                | 0    | 2      | 2      | 4      |
| 19    | Japan                   | 0    | 2      | 0      | 2      |
| 19    | Neuseeland              | 0    | 2      | 0      | 2      |
| 19    | Polen                   | 0    | 2      | 0      | 2      |
| 22    | Frankreich              | 0    | 1      | 4      | 5      |
| 23    | Dominikanische Republik | 0    | 1      | 2      | 3      |
| 23    | Mexiko                  | 0    | 1      | 2      | 3      |
| 25    | Litauen                 | 0    | 1      | 1      | 2      |
| 25    | Philippinen             | 0    | 1      | 1      | 2      |
| 27    | Kanada                  | 0    | 1      | 0      | 1      |
| 27    | Estland                 | 0    | 1      | 0      | 1      |
| 27    | Katar                   | 0    | 1      | 0      | 1      |
| 30    | Italien                 | 0    | 0      | 3      | 3      |
| 31    | Mongolei                | 0    | 0      | 1      | 1      |
| Total | Total                   | 48   | 48     | 48     | 144    |